# Alternative fakta
»Alternative fakta« er et begreb, som blev brugt af USA-præsident Donald Trump rådgiver Kellyanne Conway den 22. januar 2017 i nyhedsudsendelsen Meet the Press på fjernsynskanalen NBC i USA. I interviewet med Chuck Todd, hvor Todd anklagede pressesekretær Sean Spicer for at tale usandt om deltagerantallet ved Donald Trumps indsættelsesceremoni som præsident, svarede Conway »Ikke overdrive, Chuck. Du siger det er en løgn, og ... vor pressesekretær, Sean Spicer, gav alternative fakta.« Todd svarede med at sige, at »alternative fakta er ikke fakta. De er usandheder.« 
Kellyanne Conways brug af begrebet »alternative fakta« for at beskrive det, som anses som usandheder blev latterliggjort på sociale medier og kritiseret af bl.a. Dan Rather, Jill Abramson, og Public Relations Society of America. Udrykket blev beskrevet som orwellsk, og salget af romanen 1984 steg første uge med 9500 procent, så bogen blev en bestseller på Amazon.com.